# Daniel Gyasi
Daniel Gyasi (* 25. September 1994 in Kumasi) ist ein ghanaischer Sprinter, der sich auf die 400 Meter spezialisiert hat. Er gewann Staffelmedaillen bei den Afrikanischen Meisterschaften 2014 und den Afrikaspielen 2015.

## Bestleistungen
Seine persönlichen Bestzeiten sind 46,45 Sekunden im Freien (Warri 2015) und 47,31 Sekunden in der Halle (Albuquerque 2015).